# New Beverly Cinema
El New Beverly Cinema és un cinema històric situat a la ciutat de Los Angeles. Està ubicat en un edifici que data de la dècada del 1920 i des del 2007 és propietat del cineasta Quentin Tarantino.

## Història
El New Beverly Cinema, de 300 places, va ser dissenyat pels arquitectes John P. Edwards i Warren Frazier Overpeck i es va obrir el 1929 com a botiga de llaminadures. Al llarg dels anys, el seu nom i usos han canviat diverses vegades. Temps enrere va ser un un teatre que va acollir espectacles de varietats d'artistes com Dean Martin, Jerry Lewis, Jackie Gleason i Phil Silvers, entre d'altres. Més endavant, el teatre es va convertir en una discoteca anomenada Slapsy Maxie's en honor del boxejador i actor de cinema Maxie Rosenbloom.
A finals de la dècada del 1950 l'espai es va convertir en una sala de cinema amb diferents canvis de nom: New Yorker Theatre, Europa (especialitzat en pel·lícules estrangeres), Eros (pel·lícules pornogràfiques) i, finalment, Beverly Cinema.
L'Eros va tancar el setembre de 1977 i va canviar de direcció mesos després. El 5 de maig de 1978, el New Beverly Cinema va estrenar un nou format de programació amb una sessió doble d'A Streetcar Named Desire i L'últim Tango a París. Aquest format de sessió doble continua fins a l'actualitat.
El 2002, el teatre es va convertir en la seu permanent del Grindhouse Film Festival, un esdeveniment mensual programat pels venedors d'objectes cinematogràfics i experts en cinema de culte Eric Caidin i Brian J. Quinn. El març de 2007, el cineasta Quentin Tarantino va comissariar una exposició d'entrades de cinema de la seva col·lecció personal per a promocionar l'estrena de la pel·lícula Grindhouse.
El 18 de juliol de 2007, el propietari Sherman Torgan va morir d'un atac de cor als 63 anys mentre anava en bicicleta a Santa Monica. El desembre de 2007, per a salvar l'edifici de la reurbanització, Tarantino la va comprar, convertint-se en el propietari del teatre: «mentre estigui viu i sigui ric, el New Beverly romandrà exhibint pel·lícules de 35 mm».
Des de desembre de 2007 fins a setembre de 2014, el New Beverly Cinema va ser gestionat per Michael Torgan. Tarantino va facilitar la renovació del teatre, substituint del sistema de llums i els seients, mentre que Torgan va finançar la instal·lació d'un projector de pel·lícules digitals per a ús ocasional.
El setembre de 2014, set anys després d'adquirir el teatre, Tarantino es va fer càrrec de la gestió al complet. El cinema continua programant sessions dobles de 35 mm (o 16 mm, depenent de la disponibilitat), amb algunes pel·lícules procedents de la col·lecció privada de Tarantino. A l'octubre, la nova programació de Tarantino va començar amb dues pel·lícules de Paul Mazursky: Bob, Carol, Ted i Alice (1969) i Blume in Love (1973).
El 2018 el New Beverly Cinema es va tancar per reformes de l'1 de gener a l'1 de desembre. El 16 de març de 2020, es va tancar després d'una ordre de l'alcalde de Los Angeles, Eric Garcetti, amb motiu que totes les sales de cinema de Los Angeles havien d'aturar la seva activitat temporalment a causa de la pandèmia de COVID-19. L'1 de maig de 2021 el New Beverly Cinema va anunciar que tornaria a obrir l'1 de juny.